# Media armonica
La media armonica in statistica è uno dei diversi tipi di media. 
La media armonica {\displaystyle H} dei numeri reali positivi {\displaystyle x_{1},x_{2},\ldots ,x_{n}} è definita come:
{\displaystyle H={\frac {n}{{\frac {1}{x_{1}}}+{\frac {1}{x_{2}}}+\cdots +{\frac {1}{x_{n}}}}}={\frac {n}{\sum _{i=1}^{n}{\frac {1}{x_{i}}}}}={\frac {n\cdot \prod _{j=1}^{n}x_{j}}{\sum _{i=1}^{n}{\frac {\prod _{j=1}^{n}x_{j}}{x_{i}}}}}.}
In altre parole, la media armonica è il reciproco della media aritmetica dei reciproci. Ad esempio, la media armonica dei numeri 1, 2 e 4 è
{\displaystyle {\frac {3}{{\frac {1}{1}}+{\frac {1}{2}}+{\frac {1}{4}}}}={\frac {1}{{\frac {1}{3}}({\frac {1}{1}}+{\frac {1}{2}}+{\frac {1}{4}})}}={\frac {12}{7}}\,.}
La media armonica rientra nell'insieme delle medie di potenza definite come:
{\displaystyle \mu ^{(r)}=\left({\frac {1}{n}}\sum _{i=1}^{n}x_{i}^{r}\right)^{\frac {1}{r}}.}
Infatti ponendo {\displaystyle r=-1} si ha
{\displaystyle H=\mu ^{(-1)}=\left({\frac {1}{n}}\sum _{i=1}^{n}{\frac {1}{x_{i}}}\right)^{-1}={\frac {n}{\sum _{i=1}^{n}{\frac {1}{x_{i}}}}}.}

## Esempio
Dati cinque numeri:
{\displaystyle x_{1}=10,\quad x_{2}=13,\quad x_{3}=9,\quad x_{4}=7,\quad x_{5}=12,}
la loro media armonica è data da:
{\displaystyle M_{h}={\frac {5}{\sum _{i=1}^{5}{\frac {1}{x_{i}}}}}\approx {\frac {5}{0{,}51}}\approx 9{,}72.}

## Utilizzo
La media armonica è usata per il calcolo della media di grandezze tra loro inversamente proporzionali oppure per grandezze definite come rapporto di altre. Applicazioni frequenti della media armonica sono dunque nel calcolo della  velocità media o del potere di acquisto di una moneta.

## Proprietà
La media armonica gode delle seguenti proprietà:
- rappresentatività: se {\displaystyle x_{1}=x_{2}=\ldots =x_{n}=a,} allora {\displaystyle H=a;}
- internalità: {\displaystyle x_{(1)}\leq H\leq x_{(n)}} dove {\displaystyle x_{(1)}} e {\displaystyle x_{(n)}} sono rispettivamente il minimo ed il massimo delle osservazioni campionarie;
- associatività: {\displaystyle H} rimane invariata se un sottoinsieme di dati viene sostituito con la sua media parziale;
- si tratta di una media di Bonferroni con {\displaystyle f(x)=1/x;}
- la media armonica è sempre minore o uguale alla media geometrica che a sua volta è sempre minore o uguale alla media aritmetica.